# 太廟 (順化市)

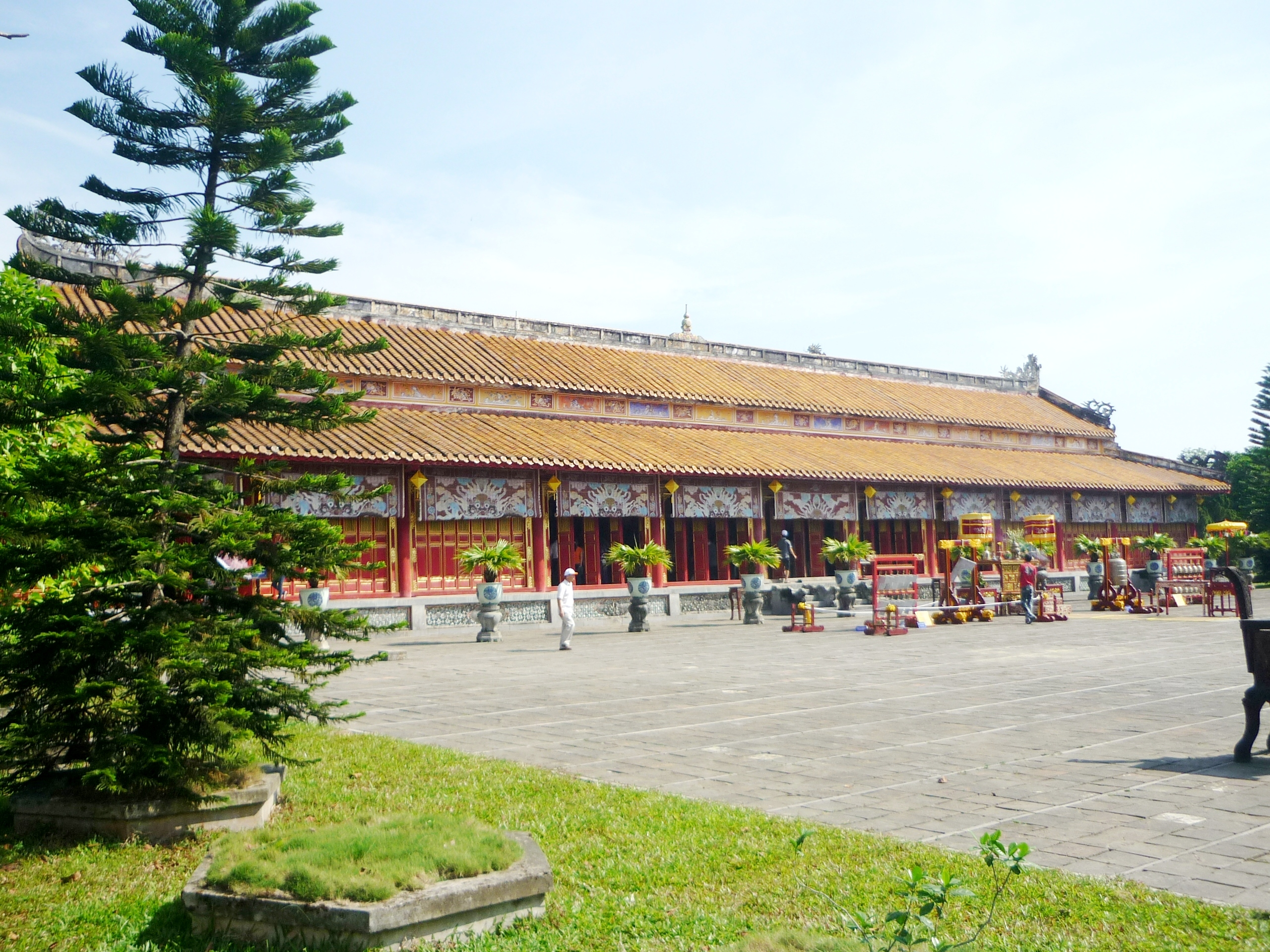

太庙（越南语：／），又称太祖庙（越南语：／），是越南阮朝時期的宗廟，位於顺化皇城内，位於世庙的西南方。

## 歷史
太廟中供奉历代阮主（廣南國統治者）神位。在阮主時期，富春城（今順化京城）內便已經有供奉歷代阮主的太廟，但在西山起義的時候被阮惠摧毀。1802年，阮主的後裔阮福映（即嘉隆帝）建立阮朝，翌年（1803年）下令重建太廟。
阮朝太廟仿照中國漢、明太廟“同堂異室”的制度，共設九室，正中祭祀廣南國開國君主阮潢，其餘八室分四昭四穆，供奉廣南國其餘八位君主和他們的夫人。最初昭四和穆四同時各供奉兩位阮主，昭四同時供奉孝武王阮福濶和他的兒子孝宣王阮福昊，穆四則同時供奉孝定王阮福淳和他的侄子孝惠王阮福旸。但同年（1803年）底，阮福映改上孝宣王和孝惠王諡號，將他們遷出太廟，另建宣穆二王祠供奉。從此，阮朝太廟九室正好供奉九代阮主。
阮福映去世後，按照儒家禮制，需要將太廟中供奉的一位皇帝祧廟，以迎入升袝的阮福映。明命帝此時拍板決定，保持太廟原有規制不動，另建世廟，以阮福映為不祧之祖，日後阮朝皇帝升袝，進入世廟。從此，阮朝太廟規制沒有發生變動。
太廟的建築在1947年的法越戰爭中幾乎被摧毀。1971年，由阮福氏後裔出資重建了太廟。

## 位牌
- 居中：太祖肇基垂統欽明恭懿謹義達理顯應昭祐耀靈嘉裕皇帝阮潢、慈良光淑明德懿恭嘉裕皇后阮氏
- 昭一：熙宗顯謨光烈溫恭明睿翼善綏猷孝文皇帝阮福源、徽恭慈慎溫淑順莊孝文皇后阮氏
- 穆一：神宗承基纘統剛明雄毅威斷英武孝昭皇帝阮福瀾、貞淑慈靜敏睿惠敬孝昭皇后段氏
- 昭二：太宗宣威建武英明莊正聖德神功孝哲皇帝阮福瀕、慈敏昭聖恭靜莊慎孝哲皇后朱氏、慈僊惠聖貞順靜仁孝哲皇后宋氏
- 穆二：英宗紹休纂業寬洪博厚溫惠慈祥孝義皇帝阮福溙、慈節靜淑慧敏憲順孝義皇后宋氏
- 昭三：顯宗英謨雄略聖文宣達寬慈仁恕孝明皇帝阮福淍、慈惠恭淑懿德敬穆孝明皇后宋氏
- 穆三：肅宗宣光紹烈濬哲靜淵經文緯武孝寧皇帝阮福澍、慈懿光順昭憲淑惠孝寧皇后張氏
- 昭四：世宗乾剛威斷神毅聖猷仁慈睿智孝武皇帝阮福濶、溫誠徽懿莊慈毓聖孝武皇后張氏
- 穆四：睿宗聰明寬厚英敏惠和孝定皇帝阮福淳

## 從祀功臣
嘉隆四年（1805年），阮朝準定以宗室尊室溪、尊室協、尊室暤、尊室晍、尊室旻、尊室晪、尊室暉七人從祀左廡；陶維慈、阮有進、阮有鎰、阮有鏡、武宗性、吳從周六人從祀右廡。明命五年（1824年），明命帝新建世廟，將尊室旻、尊室晪、尊室暉三人改附祀世廟左廡；武宗性和吳從周二人改附祀世廟右廡。明命二十年（1839年），以阮居貞從祀右廡，在阮有鏡之次。次年（1840年），以阮久逸從祀右廡，在阮有鏡之次。紹治五年（1845年），以阮於己從祀右廡，命永為右廡第一案。

### 左庑
- 開國宗臣宗人府宗人令忠正義興郡王宗室溪[註 1]
- 開國宗臣宗人府左宗正特進壯武將軍中軍都統府掌府事憲毅國威公宗室協
- 佐運宗臣宗人府右宗正恭穆襄陽郡王宗室暤
- 佐運宗臣宗人府右宗正恭懿海東郡王宗室晍

### 右庑
- 開國功臣特進壯武將軍中軍都統府掌府事太師忠貞威國公阮於己
- 開國功臣特進榮祿大夫東閣大學士太師忠良弘國公陶維慈
- 開國功臣特進壯武將軍左軍都統府掌府事太保襄武英國公阮有進
- 開國功臣特進壯武將軍右軍都統府掌府事太傅毅武靜國公阮有鎰
- 開國功臣壯武將軍神機營都統少傅壯桓永安侯阮有鏡
- 竭節功臣特進壯武將軍左軍都統府掌府事太保忠愍升平郡公阮久逸
- 開國功臣榮祿大夫協辦大學士領吏部尚書文恪新明侯阮居貞